# Gyula Károlyi
Il conte Gyula Károlyi de Nagykároly (Nyírbakta, 7 maggio 1871 – Budapest, 23 aprile 1947) è stato un politico conservatore ungherese.

## Biografia
Frequentò alle facoltà di giurisprudenza delle università di Budapest, di Bonn e di Berlino. Dal 1915 è stato membro dell'Accademia Ungherese delle Scienze.
Ricoprì la carica di primo ministro dell'Ungheria per la seconda volta dal 24 agosto 1931 al 21 settembre 1932; in precedenza era stato anche primo ministro del governo controrivoluzionario di Seghedino nel 1919. Fu per tutta la vita uomo di fiducia e cognato di Miklós Horthy.